# シャルル・ド・ヴァリニ
シャルル・ヴィクトル・クロズニエ・ド・ヴァリニ（Charles-Victor Crosnier de Varigny; 1829年11月25日 – 1899年11月9日）は、フランス人の旅行者で、1855年からハワイ王国の枢密顧問になり、カメハメハ5世治下においては1863年から1869年まで内閣閣僚を務めた人物。ハワイ王国の独立維持に努めた。ヨーロッパ列強と対等な立場の、相互主義に基づく二国間条約を結ぶため特命全権大使として渡欧したが成功せず、その後はパリ郊外に住んで太平洋での自分の経験を外交評論雑誌に投稿などする著述活動を行った。

## 生涯

### ハワイ到着まで
1829年11月25日ヴェルサイユ生まれ。父親は勤め人。ブルボン高等学校（Lycée Bourbon）卒。中国に行って貿易をしたいと考え、1850年11月27日にフランスを離れた。乗船した大西洋横断船アンナ号上でルイズ・コンスタンタン（Louise Constantin; 1827–1894）という女性と出会う。途中で立ち寄ったカリフォルニアはゴールドラッシュに沸いていた。サンフランシスコで、地方紙『レコー・ドュ・パシフィック』の新聞記者になる。1852年8月14日にルイズと結婚した。
1855年1月、ヴァリニは家族と共にレストレス号に乗り込み、サンフランシスコから中国（清朝）へ向かった。23日間の退屈な長旅の末、2月18日にハワイ王国の首都、ホノルルに到着した。ホノルル滞在は乗り換えのための一時的な滞在のつもりであったが、ヴァリニ一家はその後、14年間に渡ってそこに住むことになった。ヴァリニの英語の発音は完璧とは言えず、英語の読み書きもかろうじて実用に足るレベルであったが、駐ハワイ王国フランス共和国領事ルイ・エミール・プルラン（Louis Emile Perrin）は英語がまったくできなかったので通訳が足りていなかった。ヴァリニはプルランの通訳の仕事を引き受けた。

### ハワイでの14年間
ヴァリニは快活な性格であり、通訳見習いの間に、外務大臣ロバート・クライトン・ワイリーと仲良くなった。ワイリーはスコットランド出身の大英帝国人であったが、南アメリカと太平洋地域を旅して回ってきたため、複数の言語に堪能であった。また、当時はクリミア戦争中のためフランスとイギリスは同盟国であった。ワイリーは親子ほど年が離れたヴァリニを気に入り、まだ年若い君主アレグザンダー・リホリホ（カメハメハ4世）や、王室の取り巻き連中にヴァリニを紹介した。後年、ヴァリニがワイリーの外務大臣職を引き継いだのもワイリーの影響力による。
1857年にヴァリニは、ドイツ人のヘルマン・フォン・ホルトと共にハワイ島に旅行し、キーラウエア火山に登ったり、ハワイ島で牧場を経営しているジョン・パルマー・パーカーを訪問したりした。ヴァリニらはハワイ島でジャック・パーディ（"Jack" Purdy）というガイドを雇った。ジャックは何年か前にハワイ島を訪れたジュリアス・ブレンチリーという冒険家の話をしたり、太平洋地域最高峰のマウナ・ケア山登頂のガイドを務めたりした。
1862年にプルランが亡くなると、ヴァリニはフランス領事に就任した。1863年7月にはカウアイ島へ行き、ワイリーが経営するプリンスヴィルのサトウキビ農場を訪問した。
1863年12月7日、ヴァリニはハワイ王国のカメハメハ5世王の枢密顧問（Privy Council）に任命され、同月14日、財務大臣に就任した。しかし、カメハメハ5世は憲法（1852年憲法）への宣誓を拒否し、政治危機を引き起こす。ハワイ王は憲法議会の招集を提案するも合意に至らず、独自の憲法案を1864年に制定した。ヴァリニは新憲法の制定に全般的に協力した。新憲法は国王と内閣閣僚に強い権限を与え、参政権に財産的条件をつけるものであった:132。
1864年から1868年まで、ヴァリニはハワイ王国の立法機関である貴族院（House of Nobles）で法の制定に関わり、1865年1月21日には移民局（Bureau of Immigration）と公報局（Bureau of Public Instruction）の局長に任命された。
ワイリーが1865年10月に亡くなり、ヴァリニは1865年12月21日に外務大臣に任命された。ヴァリニは、ジョン・ボウリングが強力に進めていたフランス、イギリス、アメリカの三国共同交渉の中止を最優先の仕事として取り組んだ。ヴァリニは三国それぞれに最恵国待遇を認める基本条約よりも、各国と相互主義（互恵主義）に基づく条約を結ぶ二国間交渉を選んだ:209。

### アメリカの砲艦外交への対応
1867年2月9日に、アメリカの軍艦ラカワナ（USS Lackawanna; 艦長: ウィリアム・レイノルズ）がハワイに来航した。ラカワナ号は、フランスがハワイ諸島を奪うという噂があるとして、ホノルルに居座った。ハワイ政府はアメリカ合衆国の国務長官ウィリアム・ヘンリー・スワードに抗議した。スワードは当時、「アラスカ購入」を終えたばかりであった。ホノルルでは、アメリカのハワイ侵攻準備は完了している、島のアメリカ人が侵攻の手引きをする手はずが整っている、などといった噂が渦巻いていた。1867年8月28日、ラカワナ号の艦長レイノルズは、ミッドウェイ環礁の領有を宣言した。
こうした状況下で、ラカワナ号の士官の一人が王国政府に手紙を送り、艦内で反乱が企てられている恐れがあると訴えた。ヴァリニはその手紙をアメリカ国務省に転送したところ、国務省はその士官を逮捕するようハワイ王国に要請した。1868年3月にハワイ島で火山活動が活発になり、4月には大規模な地震が発生した（ハワイ地震 (1868年)）。津波が発生してハワイ諸島全域で被害が出た。ヴァリニは被災地への援助物資輸送を組織した。1868年5月6日、ラカワナ号はサンフランシスコに帰港し、士官が軍法裁判にかけられることになった。士官は有罪になったが刑の執行は秘密裡に猶予された。軍の体面を保つためかもしれない。
ハワイ王国外務大臣シャルル・ド・ヴァリニは、ヨーロッパ列強との間で相互主義（互恵主義）に立脚した基本条約を結ぶため、特命全権大使として1868年の後半に渡欧、フランスに帰国した。しかしながら、普仏戦争が原因で交渉は遅々として進まず、1869年6月19日に、ロシア帝国と短い条約を一つ結んだだけに終わった。ヴァリニは北ドイツ連邦、デンマークともそれぞれ個別に条約交渉をしたが、いずれもハワイ王国との相互主義に同意しなかったため不調に終わった。特命全権の有効期限は1869年11月までであった。ヴァリニは11月が過ぎても、ハワイに戻らずフランスで外交使節として動くことを希望したが、ハワイとの連絡手段がなく、1870年秋になってはじめてハワイと連絡することができた。外務大臣職はチャールズ・コフィン・ハリスが引き継ぎ、ハリスが務めていた財務大臣職はジョン・モット＝スミスが引き継いだ。ハリスはアメリカの公使エドワード・ムーディ・マクックと暫定条約を結んだ:233。
ヴァリニは1873年から外交評論雑誌『両世界評論』に、自身のハワイでの体験を投稿し始め、翌1874年には『サンドウィッチ諸島での14年間』として本にまとめた。ヴァリニの手記は1863年から1868年のハワイ王国の外交政策に関する一次史料になっている。
ヴァリニは、1899年11月9日、パリ郊外のヴァル＝ドワズ県モンモランシで亡くなった。1855年に生まれたヴァリニの息子アンリは生物学者になり、チャールズ・ダーウィンの評伝のほか、進化論について議論した著作がある。アンリは1934年に亡くなった。ヴァリニには、娘も2人いた。

## 著作
- Charles Victor Crosnier de Varigny (1871). Quatorze Ans aux Iles Sandwich. Paris: Librairie Hachette et Cie (フランス語)
  - Charles Victor Crosnier de Varigny Alfons L. Korn訳 (1981). Fourteen Years in the Sandwich Islands. Honolulu: University of Hawaii Press. ISBN 978-0-8248-0709-2 (英語翻訳)
- Charles Victor Crosnier de Varigny (1878). Ella Wilson; Parley Pratt; Kiana. Paris: E. Plon et Cie (フランス語)
- Charles Victor Crosnier de Varigny (1885). Louis Riel et l'insurrection canadienne. Paris (フランス語)
- Charles Victor Crosnier de Varigny (1885). Emma, reine des îles Havai. Paris: Au Bureau (フランス語)
- Charles Victor Crosnier de Varigny (1888). L'Océan Pacifique: Les derniers cannibales; îles et terres océaniennes; la race polynésienne; San Francisco. Paris: Librairie Hachette et Cie (フランス語)
- Charles Victor Crosnier de Varigny (1889). Les grandes fortunes aux États-Unis et en Angleterre. Paris: Librairie Hachette et Cie (フランス語)
- Charles Victor Crosnier de Varigny (1893). La femme aux États-Unis. A. Colin et cie (フランス語)

シャルル・ド・ヴァリニの著作は、上に挙げたもの以外にもある。ヴァリニは1895年にラフカディオ・ハーン（小泉八雲）の英語の随筆集 Glimpses of Unfamiliar Japan（『知られぬ日本の面影』）を Japon Inconnu というタイトルで翻訳し、外交評論雑誌『両世界評論』に掲載した:26-27。なお、『知られぬ日本の面影』には柔道の稽古に関する記述があり、ヴァリニの翻訳はフランスに柔道に関する情報をもたらした最初の文献情報と見られる:26-27。また、ヴァリニはサーフィンを始めて西洋に紹介した人物の一人ともされている。『サンドウィッチ諸島での14年間』では、ヴァリニがハワイに初めて訪れたとき、ハワイ人の若者が波乗りをしていることを挿絵つきで書いているが、これがサーフィンに関する最初の文献情報と見られる。